# الدوري الألماني الشرقي 1962–63
الدوري الألماني الشرقي 1962–63 هو الموسم 16 من الدوري الألماني الشرقي. أقيم خلال الفترة 18 أغسطس 1962 وحتى 12 مايو 1963، وأشرف على تنظيمه الاتحاد الأوروبي لكرة القدم، وكان عدد الأندية المشاركة فيه 14، وفاز فيه كارل زايس يينا.